# 난징의 진실
《난징의 진실》(일본어: 南京の真実 난킨노신지쓰[*])은 2007년에 제작 발표된 일본의 영화이다. 난징 대학살에 대한 일본 우익의 주장을 증명하려는 목적에서 제작하는 영화이다.

## 같이 보기
- 일본문화채널 사쿠라